# 馬修·麥費狄恩
馬修·麥費狄恩（英語：David Matthew Macfadyen，1974年10月17日—）是英國的一位演員，以舞台和螢幕上的表演而聞名，他因喬·懷特（Joe Wright）執導的《傲慢與偏見》（2005年）中的達西先生一角而聲名大噪。他因在HBO劇集《繼承之戰》（2018年至2023年）中飾演湯姆·萬姆斯甘斯（Tom Wambsgans）而走紅國際，並連續兩次獲得黃金時段艾美獎和一座金球獎。
他獲得過英國電影學院獎，曾經在電視劇《军情五处》中飾演Tom Quinn角色。

## 演出作品

### 電影
- 《傲慢與偏見》
- 《福斯特对话尼克松》
- 《俠盜．驕雄》
- 《安娜·卡列尼娜 (2012年电影)》
- 《助理風暴》
- 《死侍與金鋼狼》

### 電視
- 《英國刑警組》
- 《開膛街》Ripper Street
- 《繼承之戰》第一季－第四季